# الساحل الجوراسي
يعد الساحل الجوراسي أحد مواقع التراث العالمي على ساحل القناة الإنجليزية في جنوب إنجلترا. يمتد من إكسماوث في شرق ديفون إلى خليج ستدلاند في دورست، على مسافة تقدر بحوالي 96 ميلاً (154 كيلومترًا)، وتم تسجيله في قائمة التراث العالمي في منتصف ديسمبر 2001.